# Marton (Cheshire West and Chester)
Marton är en by i civil parish Whitegate and Marton, i distriktet Cheshire West and Chester, i grevskapet Cheshire, i England. Byn är belägen 6 km från Northwich. Marton var en civil parish från 1866 till 1988 då den blev en del av Whitegate and Marton och Oakmere. Civil parish hade 589 invånare år 1971.